# 빗당겨치기

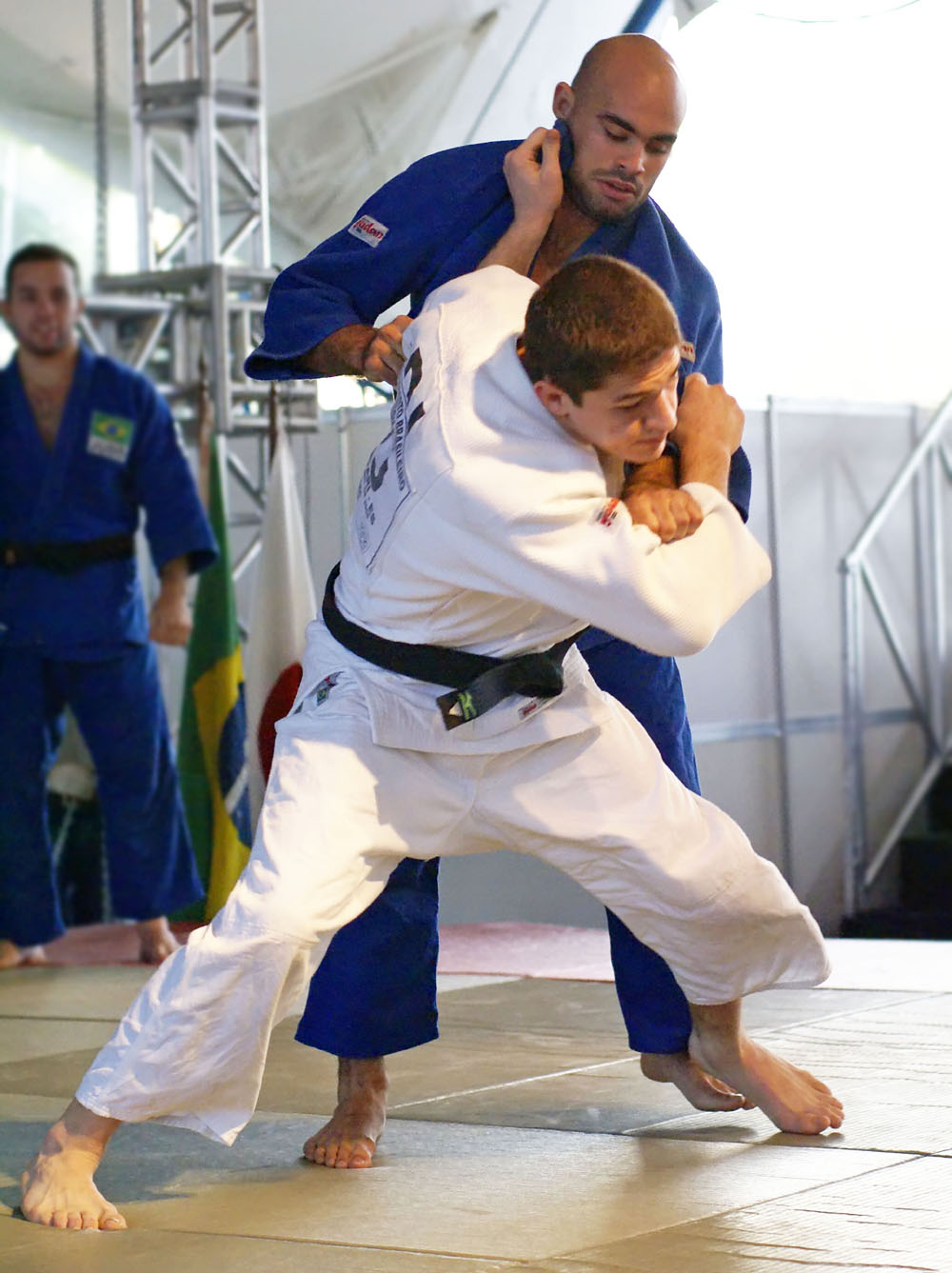

빗당겨치기, 타이오토시(体落)는 가노 지고로가 개발한 40가지 던지기 유도 기술들 가운데 하나이다. 메치기 기술 중에서 손기술에 해당한다. 일견 업어치기나 허리치기와 비슷해 보이지만 팔의 역할이 보다 중요한 기술이다. 상대의 중심이 두 발끔에 실려 있을 때 왼발을 뒤로 돌려 상대의 왼발 앞에 옮겨 디디면서 왼팔은 당기고 오른발로 밀어올리면서 넘기는 기술이다.